# ニュー・カナーン駅
ニュー・カナーン駅（New Canaan）は、コネチカット州フェアフィールド郡のニューケイナンにあるメトロノース鉄道の駅。

## 概要
メトロノース鉄道のニューケイナン支線の駅である。この駅からニューヨーク州にあるグランド・セントラル駅に行ける。ニューケイナン支線の最終駅。

## 利用可能な鉄道路線／列車
メトロノース鉄道：
■ニューケイナン支線

## 駅構造
| のりば | 路線                | 方向 | 行先                                     | 備考 |
| ------ | ------------------- | ---- | ---------------------------------------- | ---- |
| 1      | ■ニューケイナン支線 | 上り | スタンフォード /グランド・セントラル方面 |      |

## 隣の駅
メトロノース鉄道
■ニューヘイブン線
タルマッジ・ヒル - ニューケイナン